# Jim Thompson (auteur)
Jim Thompson (Anadarko, 27 september 1906 - Los Angeles, 7 april 1977) was een Amerikaanse auteur. Hij is voornamelijk bekend van de pulproman The Killer Inside Me.

## Biografie
Gedurende de jaren 40 en 50 schreef Thompson verscheidene pulpromans, waarvan The Killer Inside Me de bekendste werd. Maar erkenning kreeg Thompson vooral na zijn dood, toen zijn romans in de jaren 80 werden heruitgebracht. In Nederland werden een aantal werken in vertaling uitgegeven.
In zijn romans maakte hij vaak gebruik van een onbetrouwbare verteller, quasi-surrealistische innerlijke dialogen en een eigenzinnige verhaalstructuur. Die eigenschappen maakte zijn boeken rauw en levensecht.
Evenals James M. Cain bewonderde Thompson zelf vooral het literaire werk van Fjodor Dostojevski. Die bewondering is terug te vinden in zijn romans.

## Film

### Verfilmingen
Een aantal romans werden verfilmd:
- In 1972 verfilmde Sam Peckinpah de misdaadroman The Getaway (1958) onder dezelfde titel. In 1994 maakte Roger Donaldson een remake, eveneens onder dezelfde titel.

- In 1976 verfilmde Burt Kennedy de misdaadroman The Killer Inside Me (1952) onder dezelfde titel. In 1994 maakte Michael Winterbottom een remake, ook onder dezelfde titel.

- In 1979 verfilmde Alain Corneau de roman A Hell of a Woman (1954) onder de titel Série noire.

- In 1981 verfilmde Bertrand Tavernier de misdaadroman Pop. 1280 (1964) onder de titel Coup de torchon.

- In 1990 verfilmde Stephen Frears de misdaadroman The Grifters (1963) onder dezelfde titel.

- Nog in 1990 verfilmde James Foley de misdaadroman After Dark, My Sweet (1955) onder dezelfde titel.

### Scenarioschrijver
Thompson zelf was ook actief in Hollywood. Zo schreef hij tijdens de jaren 50 enkele scenario's. 
- Samen met regisseur Stanley Kubrick schreef hij het scenario voor diens film noir The Killing (1956). De film was de verfilming van de roman Clean Break (Lionel White, 1955).
- Een jaar later schreef Thompson eveneens mee aan het scenario voor Kubricks oorlogsfilm Paths of Glory (1957).

Thompson overleed in 1977 op 70-jarige leeftijd als gevolg van enkele beroertes die werden verergerd door zijn alcoholisme.
- Biblioteca Nacional de España: XX1080131
- Bibliothèque nationale de France: cb119265630 (data)
- Catàleg d'autoritats de noms i títols de Catalunya: 981058514606406706
- Gemeinsame Normdatei: 119337525
- International Standard Name Identifier: 0000 0001 2134 0424
- Library of Congress Control Number: n84228684
- Bibliotheek van het Japanse parlement: 00458662
- Nationale Bibliotheek van Tsjechië: mzk2003186901
- Nationale Bibliotheek van Israël: 987007426744205171
- Nederlandse Thesaurus van Auteursnamen: 072811889
- Istituto Centrale per il Catalogo Unico: CFIV073472
- LIBRIS: 307543
- SNAC: w6v128bg
- Système universitaire de documentation: 027162044
- Trove: 966259
- Virtual International Authority File: 56616931
- WorldCat: E39PBJp6bTwdCCwythVKhrBHG3